# Bajardo
Bajardo (ook wel Baiardo in lokaal dialect) is een gemeente in de Italiaanse provincie Imperia (regio Ligurië) en telde 331 inwoners in 2017. De oppervlakte bedraagt 24,6 km².

## Demografie
Het aantal inwoners daalde in de periode 1991-2001 met 23,6% volgens cijfers uit de tienjaarlijkse volkstellingen van ISTAT. Tegenwoordig  telt Bajardo ongeveer 321 inwoners. 
| Jaar | Inwoneraantal |
| ---- | ------------- |
| 1991 | 364           |
| 2001 | 278           |
| 2017 | 321           |

## Geografie
Bajardo grenst aan de volgende gemeenten: Apricale, Badalucco, Castel Vittorio, Ceriana, Molini di Triora, Perinaldo, Sanremo en is ongeveer 40 kilometer verwijderd van de provinciale hoofdstad Imperia. Het territorium van het dorp ligt op een hoogte tussen 332 en 1627 meter. Een populaire wandel- en fietsroute leidt naar de piek van Monte Ceppo. 
Op een hoogte van 900 meter vindt men in Bajardo de hoogste olijventeelt in Europa. In Bajardo worden ook wijndruiven, eucalyptus en lavendel verbouwd.
Het dorp heeft een typisch landelijk karakter, met veel architecturale aspecten die kenmerkend zijn voor Ligurische dorpen: stenen, smalle steegjes en hoge huizen die met elkaar verbonden zijn door tegenbogen.

Bajardo in de provincie Imperia
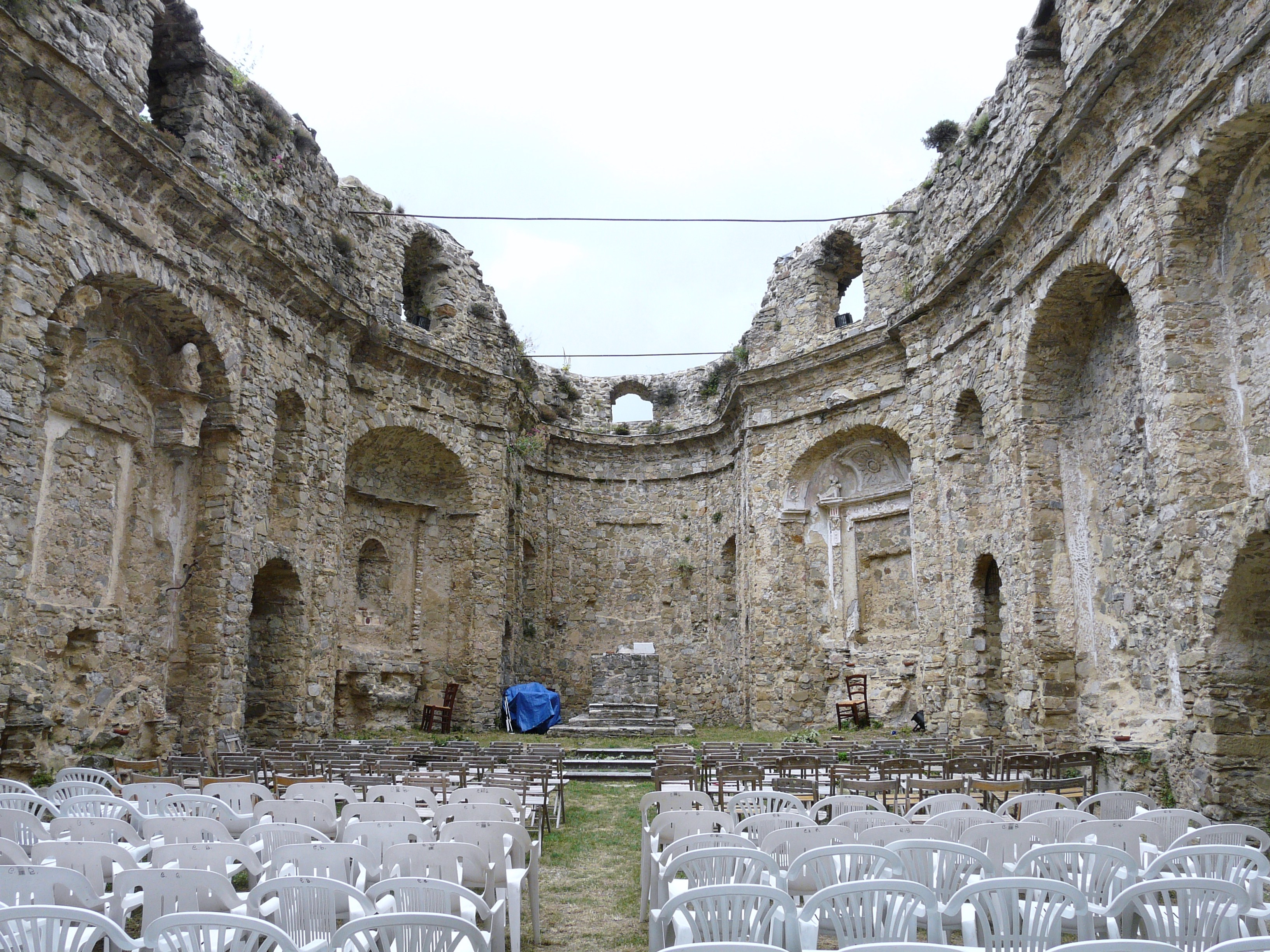
Oude kerk, vernield in de aardbeving van 1887
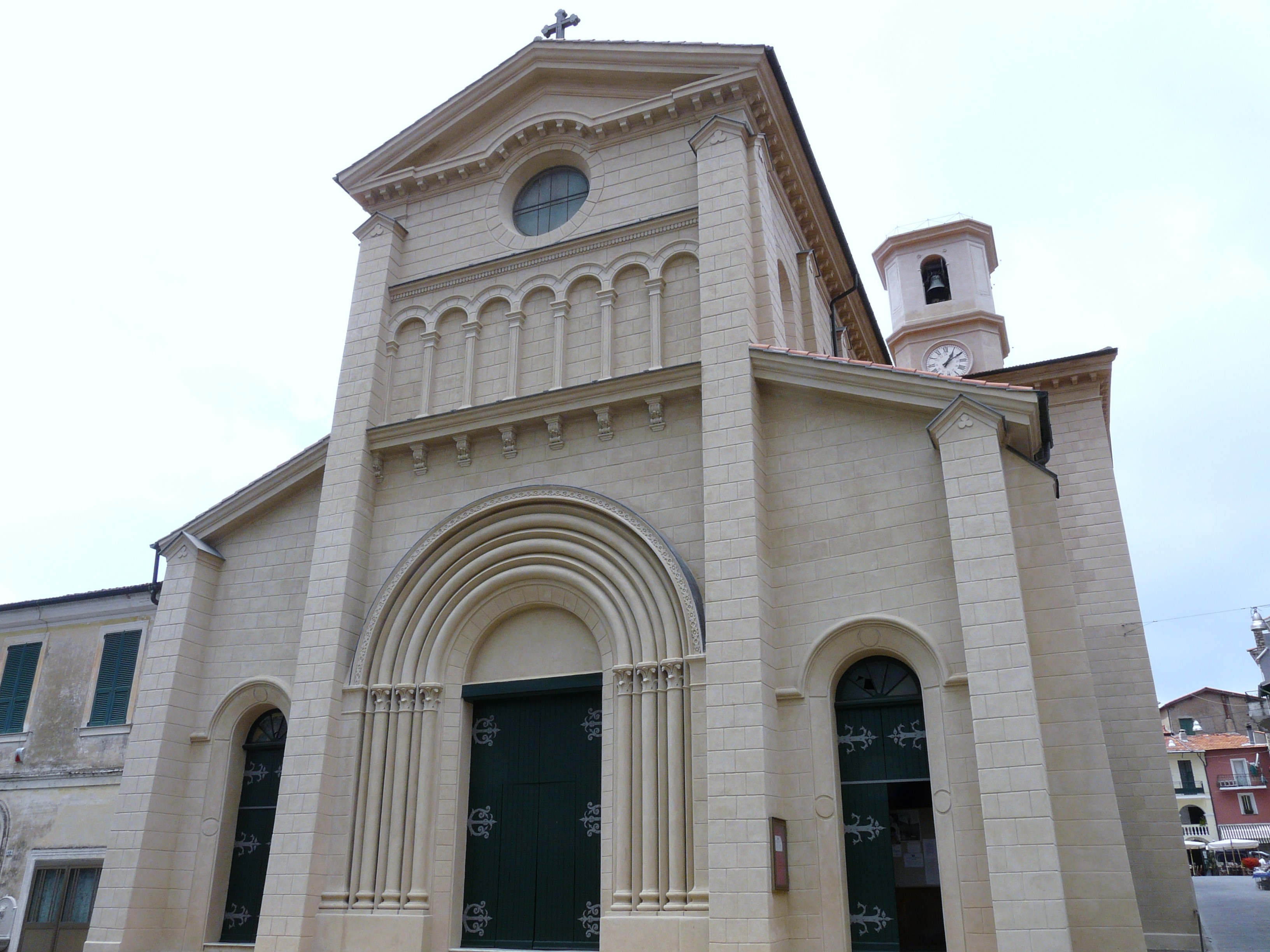
Nieuwe kerk
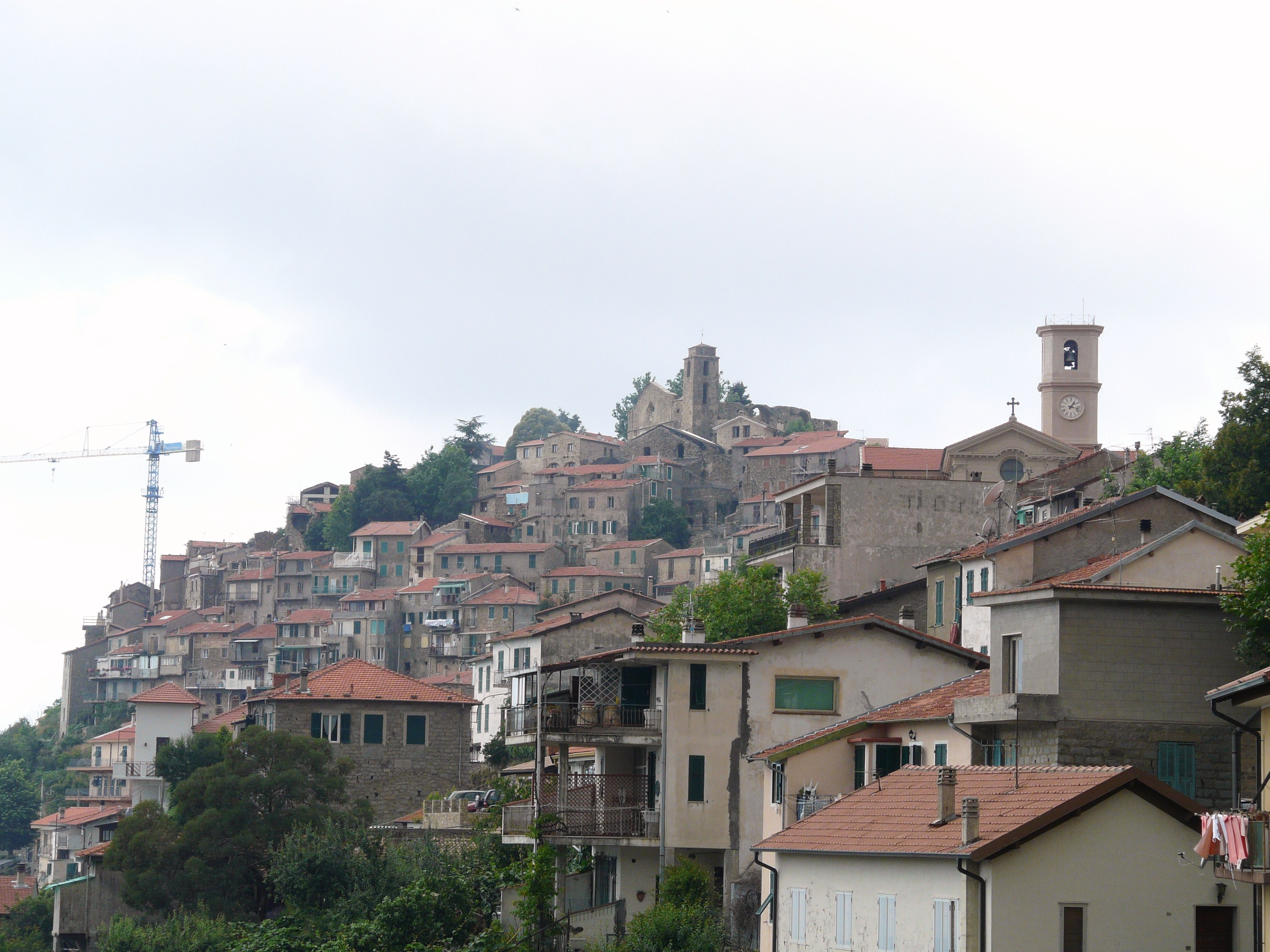
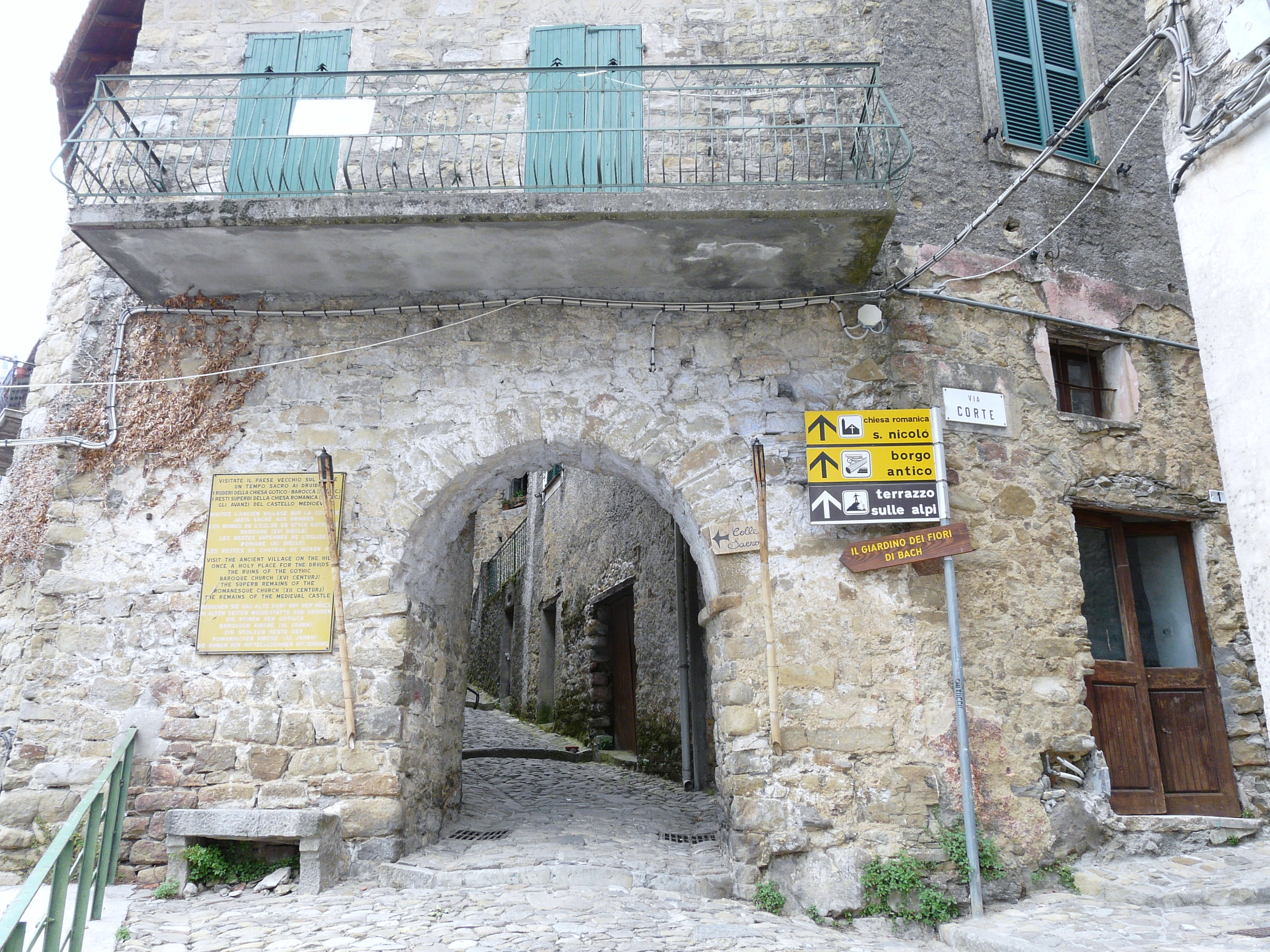
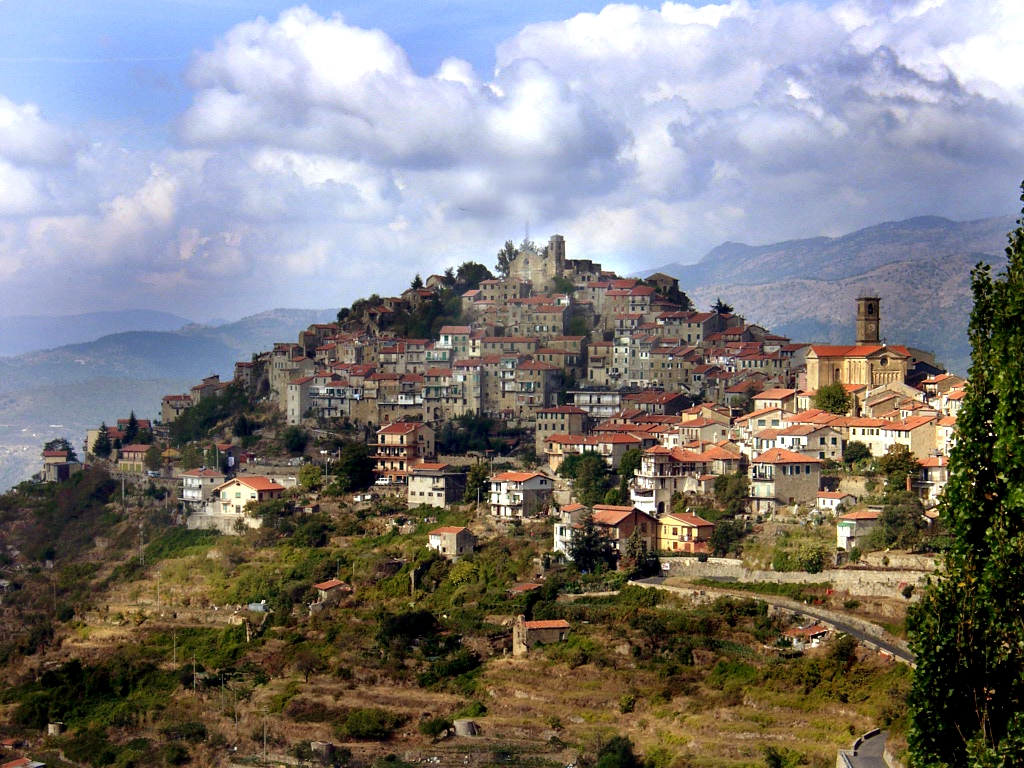

Airole · Apricale · Aquila di Arroscia · Armo · Aurigo · Badalucco · Bajardo · Bordighera · Borghetto d'Arroscia · Borgomaro · Camporosso · Caravonica · Castellaro · Castel Vittorio · Ceriana · Cervo · Cesio · Chiusanico · Chiusavecchia · Cipressa · Civezza · Costarainera · Diano Arentino · Diano Castello · Diano Marina · Diano San Pietro · Dolceacqua · Dolcedo · Imperia · Isolabona · Lucinasco · Mendatica · Molini di Triora · Montalto Carpasio · Montegrosso Pian Latte · Olivetta San Michele · Ospedaletti · Perinaldo · Pietrabruna · Pieve di Teco · Pigna · Pompeiana · Pontedassio · Pornassio · Prelà · Ranzo · Rezzo · Riva Ligure · Rocchetta Nervina · San Bartolomeo al Mare · San Biagio della Cima · San Lorenzo al Mare · San Remo · Santo Stefano al Mare · Seborga · Soldano · Cosio di Arroscia · Taggia · Terzorio · Triora · Vallebona · Vallecrosia · Vasia · Ventimiglia · Vessalico · Villa Faraldi
1. ↑  https://demo.istat.it/?l=it.